# Джон Ріель Казімеро
Джон Ріель Репонте Казімеро (англ. John Riel Reponte Casimero; 13 лютого 1990) — філіппінський професійний боксер, чемпіон світу в трьох вагових категоріях: титул IBF (2012—2013) у першій найлегшій вазі; IBF (2016) у найлегшій вазі; WBO (2019—2022) у легшій вазі.

## Професіональна кар'єра
Джон Ріель Казімеро дебютував на професійному рингу у віці 17 років.
19 грудня 2009 року завоював вакантний титул «тимчасового» чемпіона світу за версією WBO першій найлегшій вазі. Втратив цей титул у першому ж захисті, програвши мексиканцю Рамону Гарсія.
26 березня 2011 року програв технічним нокаутом чемпіону світу за версією IBF в найлегшій вазі Моруті Мталане.
11 лютого 2012 року Джон Ріель Казімеро нокаутував в десятому раунді Луїса Лазарте (Аргентина) і завоював вакантний титул «тимчасового» чемпіона світу за версією IBF у першій найлегшій вазі. 19 липня 2012 року Джон Ріель Казімеро був підвищений до титулу чемпіона світу за версією IBF у першій найлегшій вазі, який тричі успішно захистив.
27 червня 2015 року вийшов на бій проти чемпіона світу за версією IBF у найлегшій вазі Амнат Руенроенг (Таїланд) і програв одностайним рішенням суддів. 25 травня 2016 року зустрівся з Амнат Руенроенг вдруге і переміг нокаутом у 4 раунді, завоювавши титул чемпіона. 10 вересня 2016 року в першому захисті переміг технічним нокаутом Чарлі Едвардса (Велика Британія). Наприкінці року відмовився від титулу через перехід до наступної категорії.
20 квітня 2019 року, здобувши перемогу нокаутом над Рікардо Еспіноса Франко (Мексика), завоював титул «тимчасового» чемпіона світу за версією WBO в легшій вазі. 24 серпня 2019 року захистив титул, нокаутувавши Сезара Раміреса (Мексика). 30 листопада 2019 року переміг технічним нокаутом в третьому раунді чемпіона WBO Золані Тете (ПАР) і став чемпіоном в третій ваговій категорії.
26 вересня 2020 року захистив титул, нокаутувавши Дюка Миха (Гана). 14 серпня 2021 року не дуже переконливо розділеним рішенням суддів переміг кубинця Гільєрмо Рігондо, якого зі стартовим гонгом через несанкціонований бій позбавили титулу WBA (Regular). 11 грудня 2021 року не вийшов на процедуру офіційного зважування перед боєм зі своїм обов'язковим претендентом Полом Батлером (Велика Британія), пославшись на гастрит. 22 квітня 2022 року поєдинок проти Пола Батлера був скасований вдруге. За даними Британської комісії з питань боксу, поєдинок був скасований через те, що Казімеро скинув велику зайву вагу, а перед зважуванням відвідав сауну, що, начебто, заборонено у Великій Британії. У травні 2022 року Казімеро був позбавлений титулу чемпіона WBO, а «тимчасового» чемпіона Батлера було підвищено до повноцінного.